# 由比八千代
由比八千代（ゆいやちよ）は静岡県静岡市清水区にある町名。丁目を持たない単独町名である。住居表示未実施。郵便番号は設定されていない。

## 地理
清水区の由比地区の一部に位置し、北から東に由比阿僧、南に由比西山寺、南から西に由比町屋原と隣接している。かつて浜石岳の中腹で急峻不整形だった樹園地の平坦化や農地の区画整理・農道整備などが行われ、3字が混在していたこの地に「由比八千代」の地名をつけた。主にみかんを中心とした柑橘類の栽培が行われている。約450本の河津桜も植えられ、毎年2月に「由比八千代桜まつり」が開かれる。

## 歴史
- 2008年（平成20年）
  - 10月24日 - 西山寺阿僧土地改良区の畑地帯総合整備事業が完了し、由比町西山寺、阿僧、町屋原から各一部を分離し新設。
  - 11月1日 - 由比町が静岡市に編入し、行政区が清水区となる。

## 世帯数と人口
現在住宅はない。
| 町丁       | 世帯数 | 人口 |
| ---------- | ------ | ---- |
| 由比八千代 | 0世帯  | 0人  |

## 施設
- 由比八千代桜
- 西山寺阿僧土地改良事業完成記念碑